# Abaissé
Abaissé [abeˈse] (frz. „heruntergelassen; erniedrigt“) bezeichnet in der Fachsprache der Heraldik ein gegenüber der Normalposition nach unten verschobenes  Objekt. 
In deutschen Blasonierungstexten ist gleichbedeutend von „erniedrigt“ die Rede. Eine Figur eines Schildes (nehmen wir als Beispiel einen Balken oder eine Raute), die dem unteren Schildrand näher gerückt ist als dem oberen, wird als „erniedrigt“ bezeichnet. 
Auch ganze Strukturen wie ein Sparren können erniedrigt sein, wenn ihr oberes Ende den oberen Schildrand nicht mehr erreicht. Bei vertikalen durchgehenden Strukturen ist der Begriff nicht gebräuchlich, z. B. würde man einen Pfahl, der oben nicht den Schildrand erreicht, als „oben verkürzt“ oder „oben abgeledigt“ bezeichnen. 
Das Gegenteil sind „erhöhte“ Objekte, eine Positionierung außerhalb der Mittelstellung zur Seite hin wird als „verschoben“ bezeichnet.